# عبد السلام ضعيف
الملا عبد السلام ضعيف (مواليد 1968 في قندهار) كان السفير الأفغاني لدى باكستان قبل الغزو الأمريكي لأفغانستان.
تم اعتقاله في باكستان في خريف عام 2001 وأودع حتى عام 2005 في معسكر الاعتقال في غوانتانامو. رفعت الأمم المتحدة ضعيف من قائمتها الخاصة بالإرهابيين في يوليو 2010.